# 哈尔巴岭库蠓
哈尔巴岭库蠓（学名：Culicoides haerbalingensis），一种发现于中华人民共和国吉林省敦化市哈尔巴岭的昆虫，隶属于蠓科库蠓属傲蠓亚属（Culicoides (Fastus)）。

## 形态特征
正模标本为雄虫，翅长1.17毫米。两眼分离，触角第3、11～15节有嗅觉器。双翅浅暗色，有4个淡斑，翅面大毛遍布，但基室无大毛。